# Louis Diène Faye
Pour les articles homonymes, voir Diène (homonymie) et Faye.
Louis Diène Faye (né le 13 février 1936 à Joal,) est un anthropologue sénégalais, auteur et spécialiste de la religion sérère, l'histoire et la culture sérère. 
De culture sérère, il fait ses études secondaires à Thiès (Sénégal) avant de 'approfondir l'étude des sciences religieuses et de l'audiovisuel à l'Université catholique de Lyon,.
Auteur de plusieurs livres et articles scientifiques, Faye est cité par de nombreux chercheurs qui ont interagi avec lui. Ses travaux notables sont :
- Mort et Naissance, le monde sereer, Nouvelles éditions africaines (1983),  (ISBN 2-7236-0868-9)[3],[6]

- Éducation et mariage : le monde seereer - tradition orale, Nouvelles éditions africaines du Sénégal (2006),  (ISBN 2723614662)[2],[7]

## Autres domaines
En sus de ses activités universitaires, Faye est également auteur-compositeur et un producteur-réalisateur à la Radiodiffusion télévision sénégalaise. Il est membre du Conseil d'administration du Bureau sénégalais du droit d'auteur (BSDA) - (Dakar).